# Kalkhorst
Kalkhorst es un municipio situado en el distrito de Mecklemburgo Noroccidental, en el estado federado de Mecklemburgo-Pomerania Occidental (Alemania), a una altitud de 68 metros. Su población a finales de 2016 era de 1754 habs. y su densidad poblacional, 34 hab/km².
Se encuentra cerca de las ciudades de Lübeck, Wismar y Schwerin.